# نصرت حسین‌اف
نصرت حسین‌اُف از افراد فعال در جریان انقلاب مشروطه ایران (۱۹۰۵-۱۹۱۱) بوده‌است.
نصرت حسین اف زاده تبریز اما بزرگ شده و تحصیلکرده قفقاز بود.
وی سابقه کار در معدن نفت رامانای باکو به عنوان مکانیک  را داشت و بعدها که به مجاهدین تبریز پیوست بمدت هفت سال گرداننده امور و مشاور ستارخان بوده (بویژه زمانیکه ستارخان در تهران بسر می‌برد) و تمامی ترورها و اعدام‌های (انقلابی) بیگانگان توسط منشی‌زاده و همراهانش در کمیته مجازات صورت می‌گرفته‌است.(ارتباط این جمله با کل متن مشخص نیست. اعدام انقلابی توسط ابراهیم منشی زاده و کمیته مجازات چه ارتباطی به حسین اف دارد؟)
کتاب تبریز مه آلود به قلم محمد سعید اردوبادی سرگذشت وی می باشد. حکومت شاه او را به جرم شرکت در قیام خلق آذربایجان تحت رهبری شیخ محمد خیابانی ، در سال ۱۹۲۰ به دست حکومت شاهنشاهی در تیریز اعدام کرد.